# Themis aurea

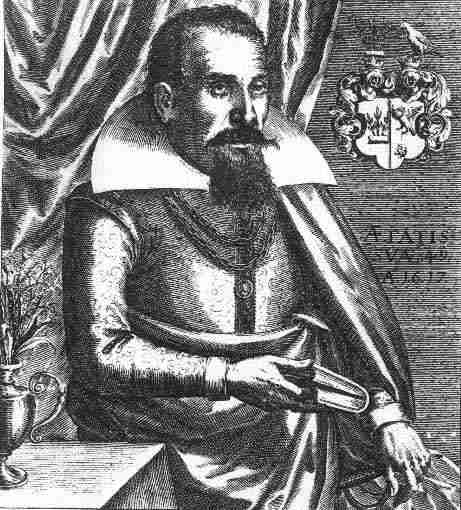
Michael Maier

Themis aurea est un livre de Michael Maier imprimé en 1618. il a été écrit pour expliquer l'existence de l'ordre de la Rose-Croix et décrire ses lois : Maier parle d'un ordre de médecins, de leurs règles de leur symbolisme, de leur pratique. Après avoir présenté la légende de la déesse antique Thémis, il aborde la raison des lois de la fraternité de l'Ordre. 

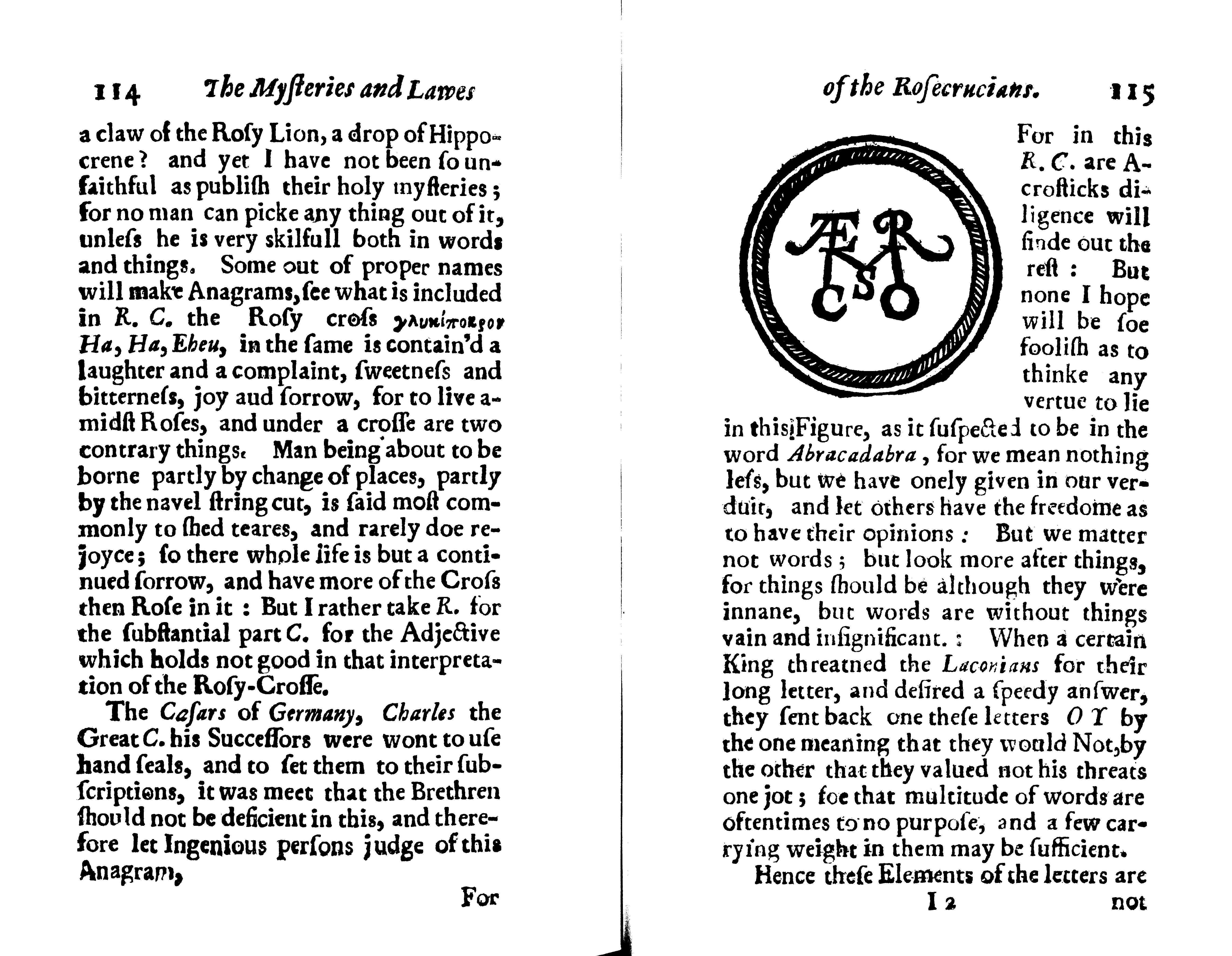
themis aurea

## Composition
Le texte comprend 20 chapitres. En voici quelques extraits d'après la traduction récente de l'œuvre en français :
Chapitre I
- Preuve que ceux qui veulent tirer d’avantageux profit et usage de toutes les lois et règles établies par la déesse THEMIS Thémis chez les anciens, doivent être en mesure de les respecter.

Chapitre II
- Preuve que toutes les lois et les règles inconnues des profanes qui ont été édictées par le premier fondateur de la société R.C. peuvent être considérées comme bonnes et équitables.

Chapitre III
- Ce que sont les influences générales de ces lois, en fonction des diverses circonstances, des lieux, des moyens, de la finalité et du temps.

Chapitre IV
- Au sujet de la première loi de cet Ordre et de l’excellence de la médecine ou art curatif à qui cette société a donné la préférence par rapport aux autres arts.

Chapitre V
- Au sujet de la manière de traiter avec des remèdes doués de remarquables propriétés occultes dont les frères de cette société font usage, qui sont au plus haut point utiles à la Nature humaine et qui plus que d’autres sont opposés à la maladie.

Chapitre XII
- De quelle sorte de remèdes font usage les frères de la Société et démonstration qu’ils n’ont recours seulement qu’à des moyens licites et naturels.

Chapitre XIV
- Au sujet de la troisième loi selon laquelle chaque année à une date précise ils doivent se réunir en un lieu déterminé pour s’accorder ensemble et pour pouvoir converser de leurs secrets.

Chapitre XV
- Au sujet de la quatrième loi selon laquelle chaque membre de cet Ordre a l’obligation de trouver une personne capable de le remplacer au cas où il viendrait à disparaître.

Chapitre XVI
- Au sujet de la cinquième loi selon laquelle les lettres R.C. doivent être utilisées comme SYMBOLI symboles et signes particuliers pour se faire reconnaître entre eux.

Chapitre XVII
- Au sujet de la sixième loi selon laquelle la Fraternité doit rester cachée pendant 100 ans.

Chapitre XIX
- Preuve que de nombreuses écrits mensongers et des fables sont colportés au nom de la Société : ce n’est pas la fraternité la cause de cela pas mais bien la populace car elle ne peut juger de manière juste de telles choses qui lui sont inconnues.

## Commentaires d'historiens
Hereward Tilton dans son ouvrage historique « The quest for the phoenix: spiritual alchemy and Rosicrucianism » explique que Maier a dû écrire ses deux traités le « silentium » et la « Themis » pour répondre au silence qui suivit la fureur qui s'empara de certains après la parution des deux manifestes rosicruciens. Ces ouvrages auraient été surtout destinés aux amis de Maier et à ses protecteurs.